# 23649 Tohoku
23649 Tohoku este un asteroid din centura principală de asteroizi.

## Descriere
23649 Tohoku este un asteroid din centura principală de asteroizi. A fost descoperit pe 1 februarie 1997 la Chichibu de Naoto Satō. Asteroidul prezintă o orbită caracterizată de o semiaxă mare de 2,39 ua, o excentricitate de 0,15 și o înclinație de 0,4° în raport cu ecliptica.